# Apiocarpa elongata
Apiocarpa elongata là một loài Rêu trong họ Bryaceae. Loài này được (Hornsch.) Huebener mô tả khoa học đầu tiên năm 1833.